# Noruega en los Juegos Paralímpicos de Vancouver 2010
Noruega estuvo representada en los Juegos Paralímpicos de Vancouver 2010 por un total de 27 deportistas, 24 hombres y tres mujeres.

## Medallistas
El equipo paralímpico noruego obtuvo las siguientes medallas:
| Nombre | Deporte            | Evento                                 |
| --- | ------------------ | -------------------------------------- |
| Oro |                    |                                        |
| Nils Erik Ulset | Biatlón            | 12,5 km de pie masculino               |
| Plata |                    |                                        |
| Nils Erik Ulset | Biatlón            | 3 km persecución de pie masculino      |
| Helge Flo | Esquí de fondo     | 10 km discapacidad visual masculino    |
| Nils Erik Ulset | Esquí de fondo     | 20 km de pie masculino                 |
| Bronce |                    |                                        |
| Vegard Dahle Trygve Steinar Toskedal Nils Erik Ulset | Esquí de fondo     | 1 × 4/2 × 5 km clase abierta masculino |
| Ole Bjarte Austevoll Audun Bakke Helge Bjørnstad Kissinger Deng Eskil Hagen Thomas Jacobsen Loyd Remi Johansen Roger Johansen Knut André Nordstoga Rolf Einar Pedersen Tommy Rovelstad Kjell Vidar Røyne Stig Tore Svee Morten Værnes | Hockey sobre hielo | Torneo mixto                           |